# 六福村主題遊樂園
六福村主題遊樂園（英語：Leofoo Village Theme Park）是位於臺灣新竹縣關西鎮的，簡稱六福村。為六福開發旗下的企業之一。前身為1979年成立的六福村野生動物園，在1989年時開始規劃擴建成為主題樂園，於1994年開放第一個主題園區「美國大西部」。目前遊樂園內共分為六大主題區域，分別是「中央魔術噴泉」、「美國大西部」、「南太平洋」、「阿拉伯皇宮」、「非洲部落」（野生動物園）、「六福水樂園」。

## 沿革
1979年，六福村野生動物園開幕。
1984年，園區飼養的埃及聖䴉逃離園區。
1989年，開始規劃主題遊樂園。
1994年，第一個主題村「美國大西部」完工，著名設施急流泛舟開放。
1995年，第二個主題村「南太平洋」完工，著名設施大海盜、火山歷險開放。
1998年，挑戰17層樓高、瞬間體驗地球引力威力之自由落體遊樂設施大怒神正式登場。
1999年，「阿拉伯皇宮」主題村興建完成，著名設施風火輪開放。
2001年，由瑞士引進全球第二座、亞洲第一座U型滑軌懸吊式螺旋雲霄飛車笑傲飛鷹開放。
2002年，完成全東南亞最大靈長類動物教育園區猴園。
2004年，引入全世界僅300隻，全台唯一的白老虎。
2005年，野生動物王國重新規劃，更名為非洲部落，並打造蒸氣火車。
2005年，南太平洋新增遊樂設施大海嘯。
2007年，南太平洋新增遊樂設施搖滾蒸氣船。
2008年，美國大西部新增遊樂設施3G老油井。
2009年，歡慶六福村30周年活動。
2010年，關西六福莊生態渡假旅館於1月盛大開幕，美國大西部原設施「魔鬼礦坑」改裝為「古墓迷城」。
2011年推出六福同慶百年樂建國百年紀念活動，身分證字號上有任二個0的民眾可享免費入園優惠。
2011年4月1日，海綿寶寶相關遊樂設施登場。
2011年11月至11月底，每個周末，桃竹苗鄉親可持證件以新台幣499元優惠入園；關西鎮民以新台幣100元優惠入園。
2012年6月6日，籌備3年的六福水樂園正式開幕，園區以希臘島嶼為建築藍本，結合海洋、希臘鄉村特色，佐以藍白相間、線條自由的建築設計，融合愛琴海風格，呈現出一種浪漫休閒的渡假氛圍，為台灣第一座強調建築主題特色的水上樂園。
2014，年慶祝六福村建園35周年，228三天連假身份證字號同時有3及5之民眾可享新台幣100元入園，創下開園以來單日入園最高人數四萬餘人。
2014年6月，全新設施「阿努比斯的審判－雷射迷宮」登場。位於阿拉伯皇宮，原「魔宮救美」設施內。
2023年3月30日，因狒狒脫逃事件，宣布野生動物園區暫時關閉，目前暫無開放時間表，會以園區安全考量為開放標準，未來可能會採分區逐步開放的方式恢復運作。
2023年6月23日，野生動物園的草食區、可愛動物區等已開放，猛獸區中的狒狒場域仍暫停開放。
2024年6月29日，迎接六福村45周年，夏季慶典《部落狂歡 - 島嶼樂浪》活動開始。
2024年8月10日，六福村45周年。
2024年12月31日，六福村45周年以來，首次舉辦當日晚上6點後免費入場的跨年活動「六福跨年YA派對」，當晚開放可以遊玩的遊樂設施包括15種：笑傲飛鷹、西部瘋狂列車、老油井、採礦車、大馬靴、醉酒桶、大海怪、大怒神、搖滾蒸氣船、巨嘴鳥、大海嘯、風火輪、阿里巴巴與四十大盜、天馬行空、哈比哈妮大冒險‧魔宮奪寶。在即將迎接新年的前幾秒，笑傲飛鷹與大怒神這2項遊樂設施配合跨年倒數開始運作，搭乘的遊客可同時享受遊樂設施帶來的刺激及觀看跨年煙火。(為維護遊客入園遊玩的品質，當晚想入場六福村的遊客需活動前上網預約登記，限額共10,000人，官網開放預約不到24小時就預約結束，在12月26日，六福村官方決定再釋出1,000個名額，於隔日12/27周五中午12:00開放預約，同樣滿額即關閉預約系統。)
2025年4月4日，兒童節期間，六福村推出「未滿18歲免費入場」的優惠活動，連假首日吸引萬人次入場。

## 未來發展
- 六福水樂園將再評估建構溫泉泡湯設施，讓六福水樂園未來可以365天營運，提供遊客一處親水、泡湯的雙享樂園。
- 六福村樂園計劃書中共有六個主題園區，另外兩個園區分別為：歡樂唐人街及童話小鎮。[9]

## 吉祥物
- 哈比（猴子）
- 哈妮（猴子）
- 瑪希薩（白老虎）
- 藍精靈

## 遊樂園
六福村主題遊樂園的設計出自於美國Battaglia Associate Inc。主要由六個主題園區和一個廣場組成，以「中央魔術噴泉」廣場為中心，其他主題園區分別圍繞在四周。各主題區中遊樂設施、商店、餐廳、裝飾環境等都是與該主題的風格統一。
主題園區分別如下：

### 陸上樂園
中央魔術噴泉
各個主題園區的中心點。主要設施為中央的開放式大型噴泉，是直接從地面上的噴水孔噴出水柱，因此遊客也可入內遊玩。整點會有搭配燈光和音樂的水舞表演。
美國大西部
- 特色設施：

「笑傲飛鷹」現在世界唯一一座U形滑軌懸吊式螺旋雲霄飛車，每次可乘坐28人，軌道全長190公尺，最大落差達56公尺，瞬間最高時速122公里，是「臺灣網友票選最恐怖機動遊戲」的第一名。
- 特色介紹：

以18世紀末美國亞歷桑納州的墓碑鎮（Tombstone，今汤姆斯通）為背景，是六福村最早完工的主題園區（不含野生動物園），也是所有主題園區中面積最大、遊樂設施最多的。
- 遊樂設施：

採礦車（兒童）、大峽谷急流泛舟、笑傲飛鷹（雲霄飛車）、西部瘋狂列車（採礦列車）、醉酒桶（旋轉咖啡杯）、摩天蓬車（迷你摩天輪）、OK牧場射擊館（投幣設施）、救火隊（電玩間）、古墓迷城（原名魔鬼礦坑3D動感電影院）、砲轟入侵者（投幣設施，向大峽谷急流泛舟設施開砲）、大馬靴（兒童）、老油井（360度騰空旋轉）。
南太平洋
- 特色介紹：

設計取材自於太平洋上的島國玻里尼西亞，整個園區以棕櫚樹、竹籐、火山、各式圖騰等為主要設計原素，走在南太平洋主題村，彷彿置身熱帶島國，能盡情享受椰林下的慵懶時光。
- 遊樂設施：

大海怪（高速自旋列車）、大怒神（自由落體）、火山歷險（獨木舟）、巨嘴鳥（小飛象）、大海盜（海盜船）、獨木舟（兒童）、侏儸紀失樂園（徒步靜態觀賞）、大海嘯（三度空間旋轉）、深水炸彈（投幣設施，向火山歷險開砲）。
阿拉伯皇宮
踏入皇宮像是進入了芝麻開門、阿里巴巴與四十大盜的童話故事中。
- 遊樂設施：

飛毯、風火輪(第四代)、天馬行空、阿努比斯的審判－雷射迷宮、阿里巴巴與四十大盜（旋轉木馬）、哈比哈妮大冒險－魔宮奪寶（5D數位互動體感劇院）。

### 遊樂設施照片

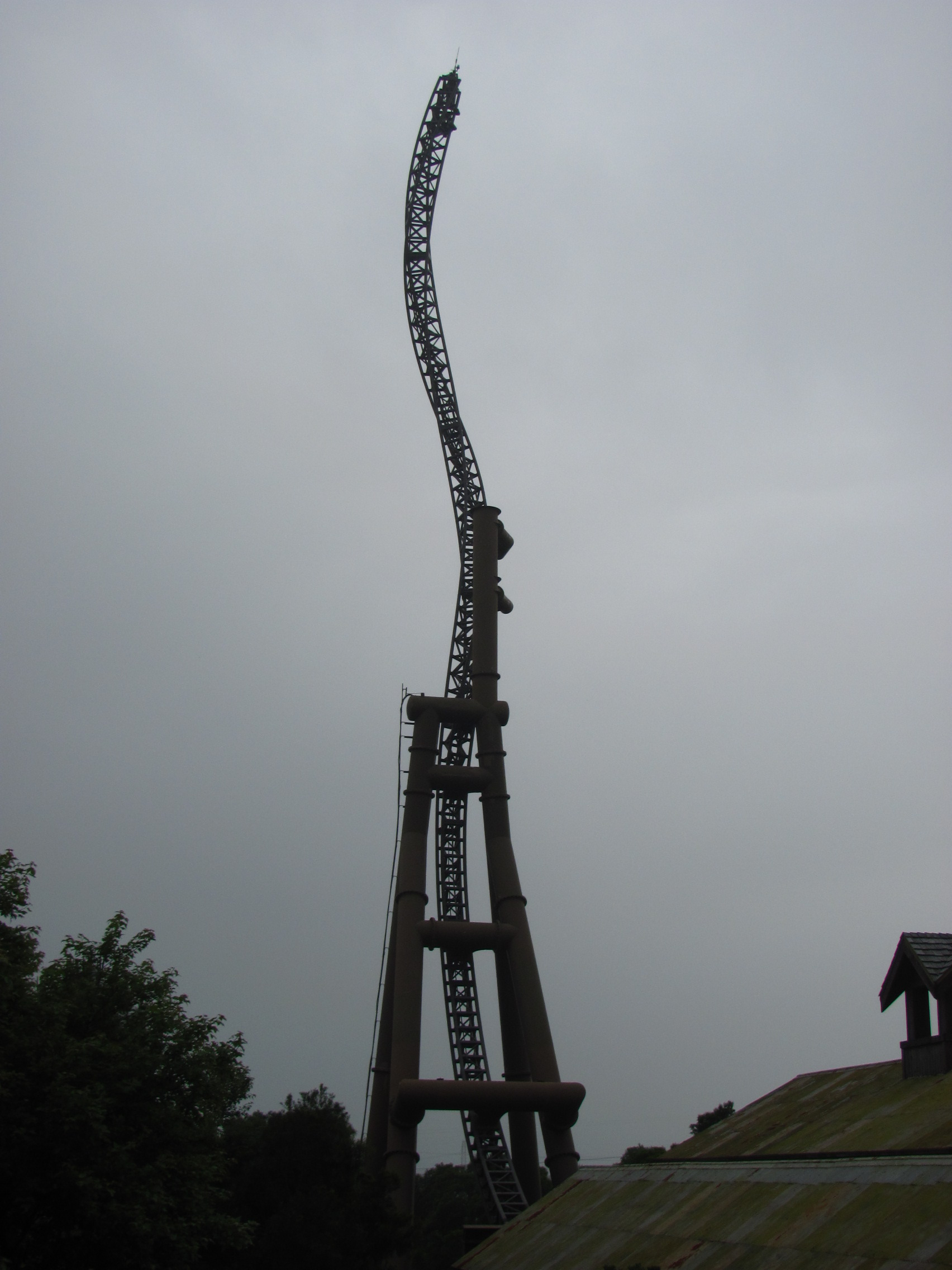
笑傲飛鷹
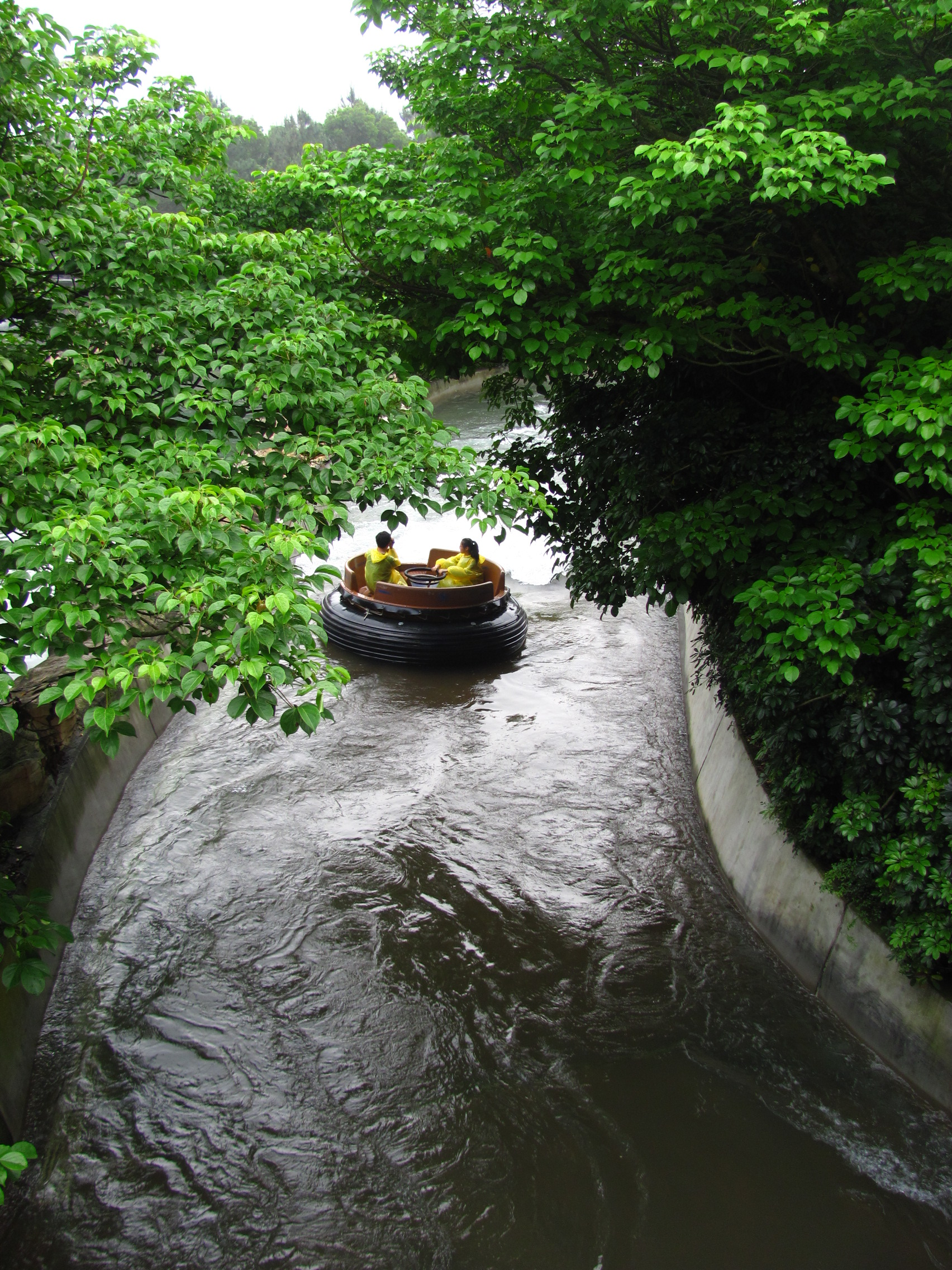
大峽谷急流泛舟
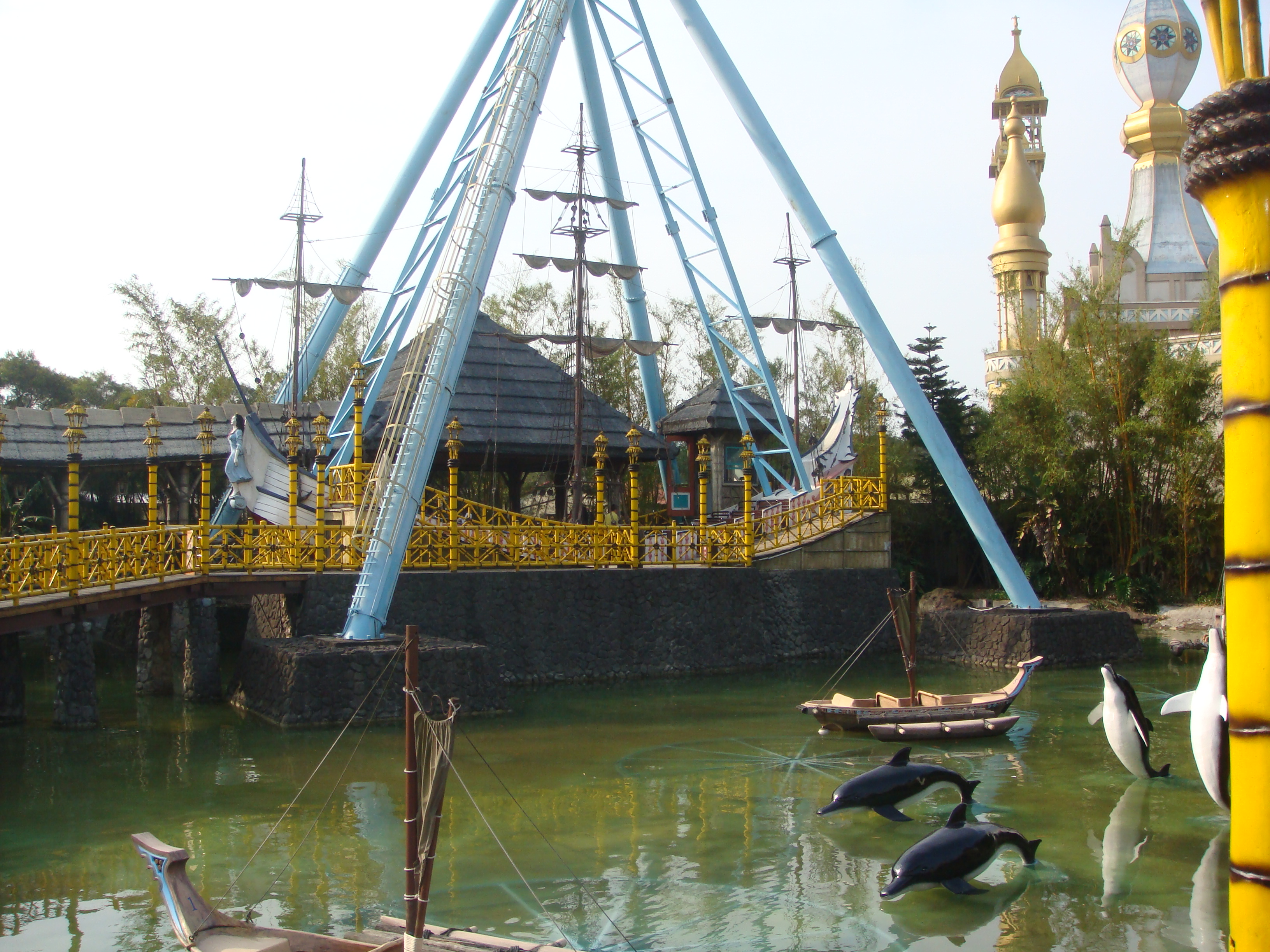
大海盜（海盜船）
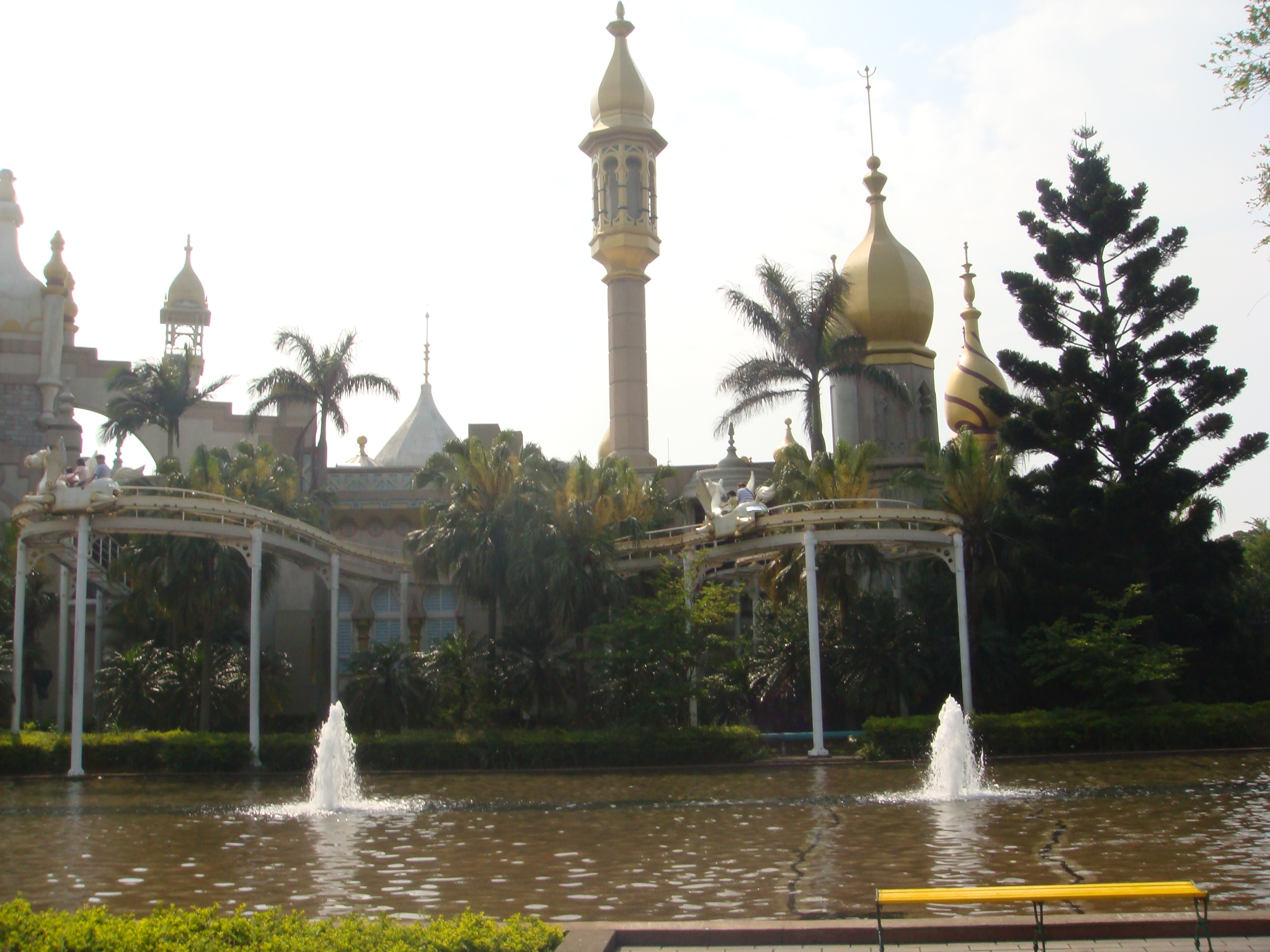
天馬行空
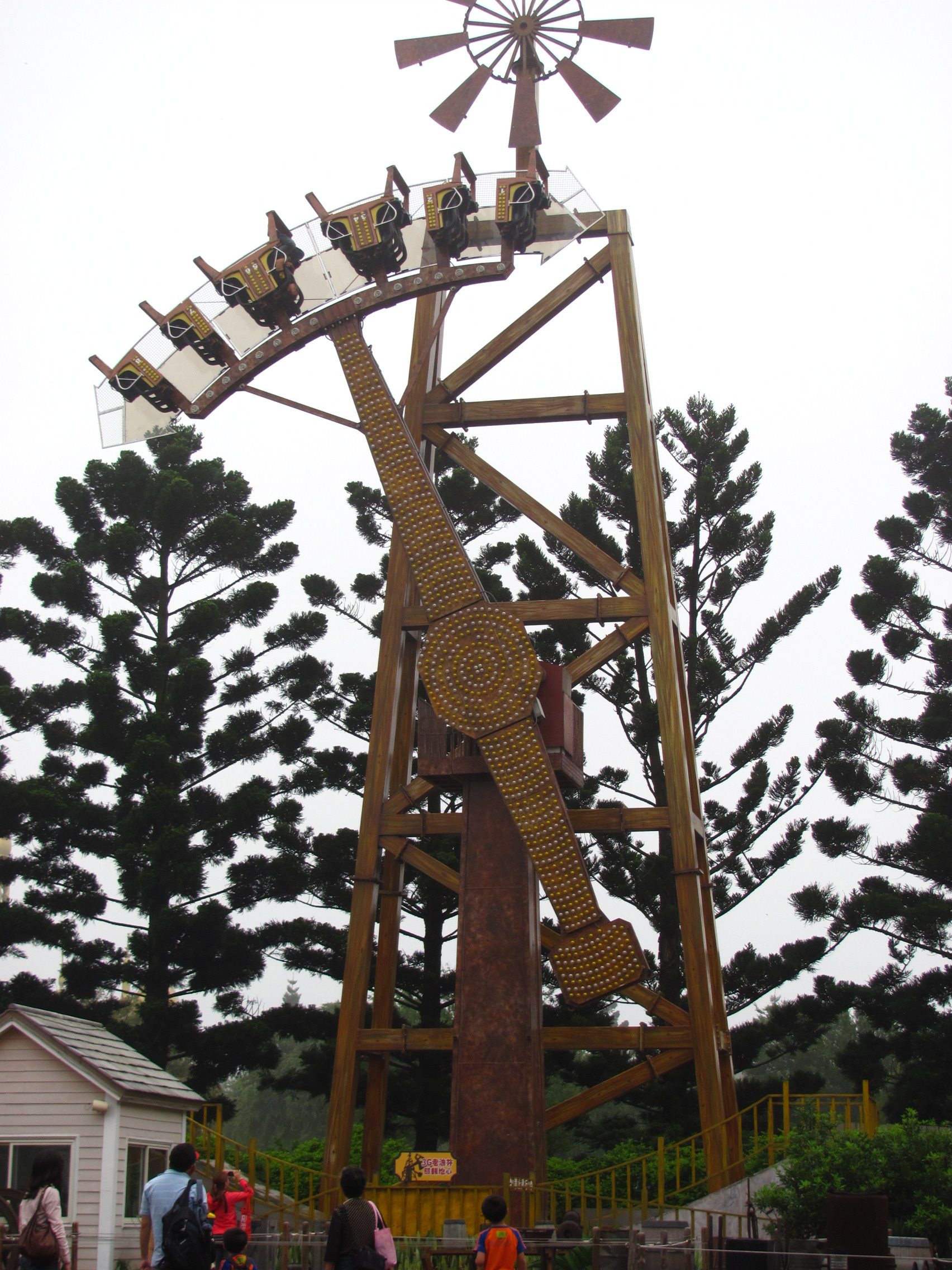
3G老油井
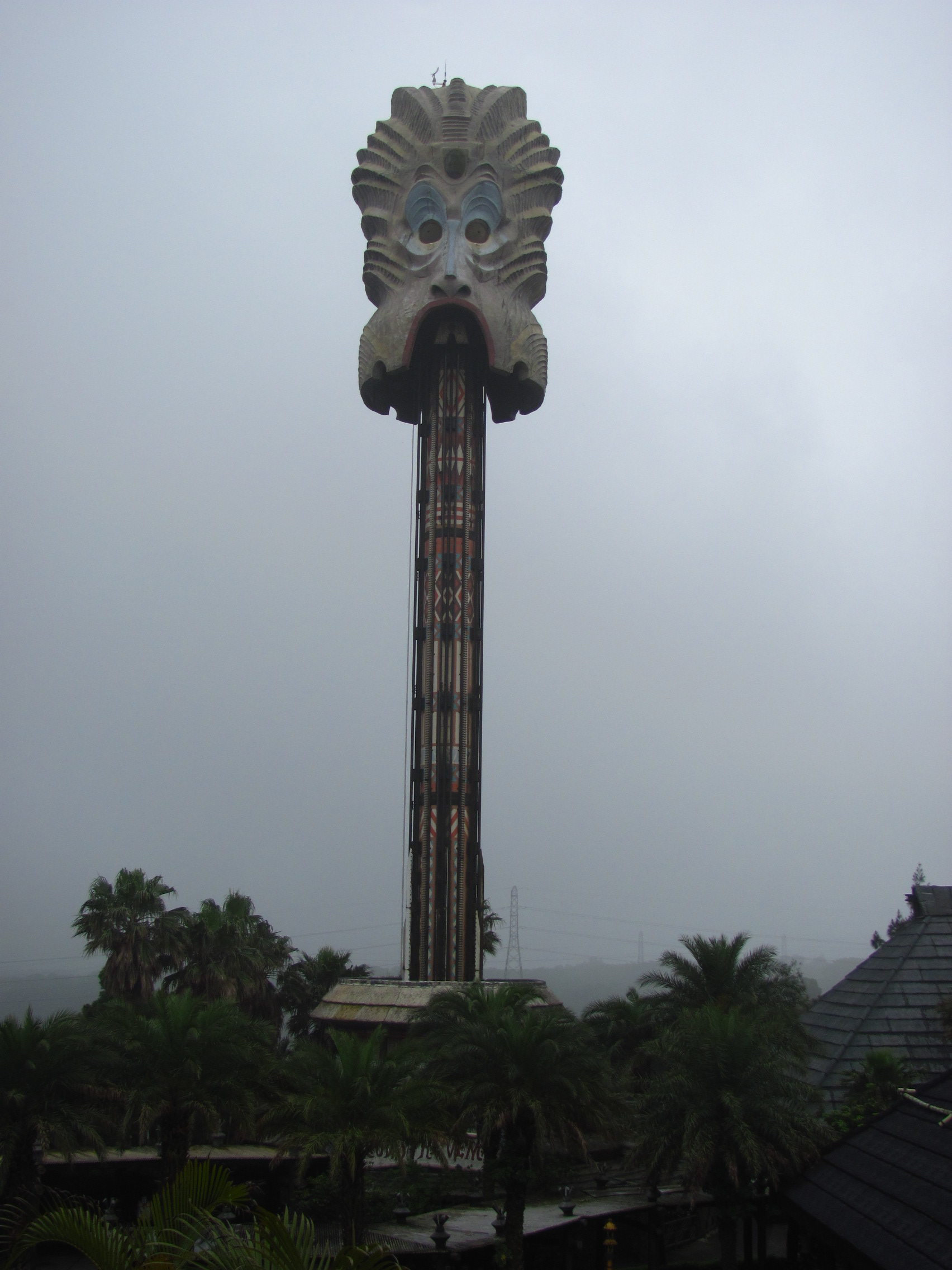
大怒神（自由落體）
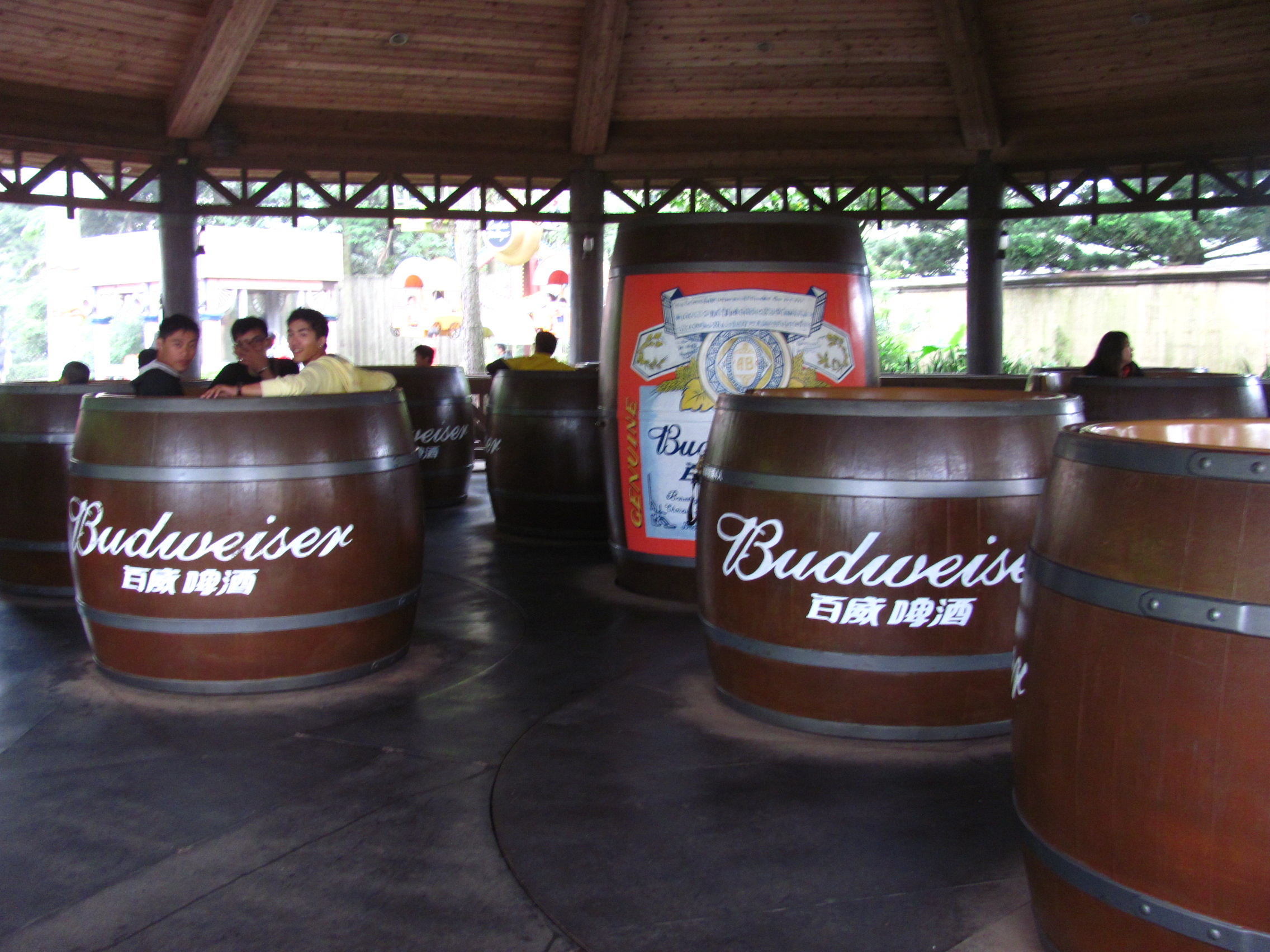
醉酒桶（咖啡杯）
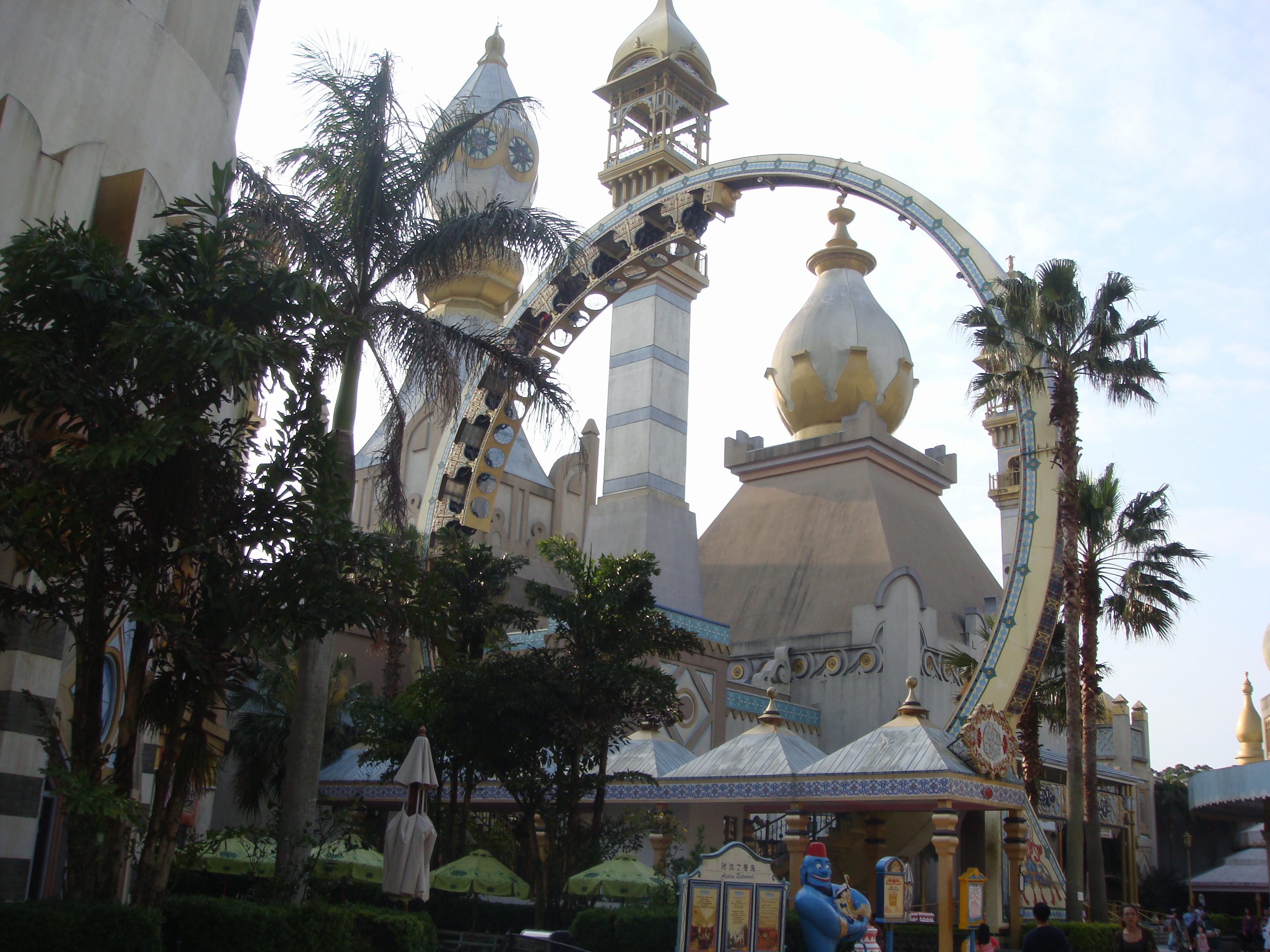
風火輪
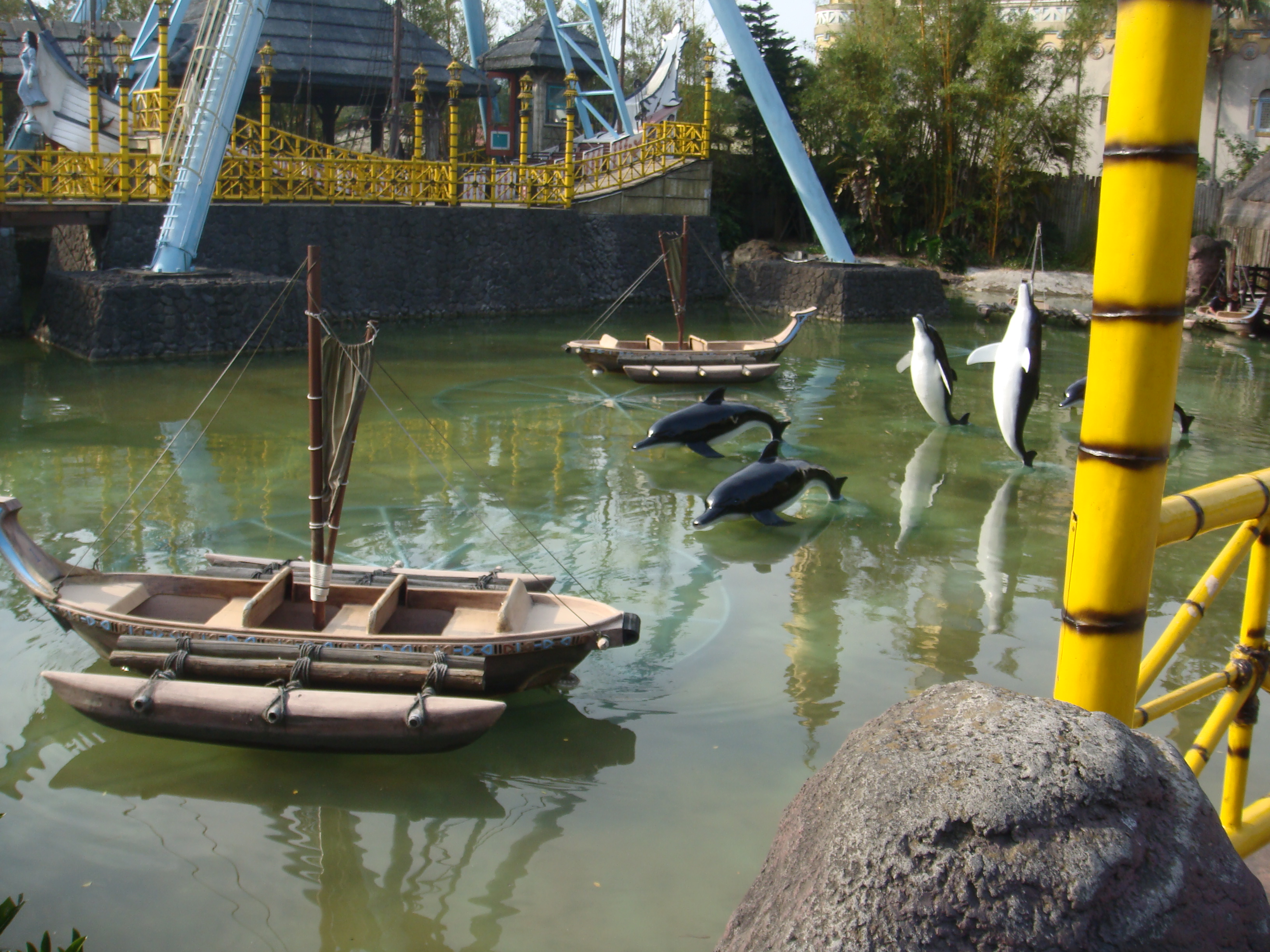
Kid’s Catamaran.
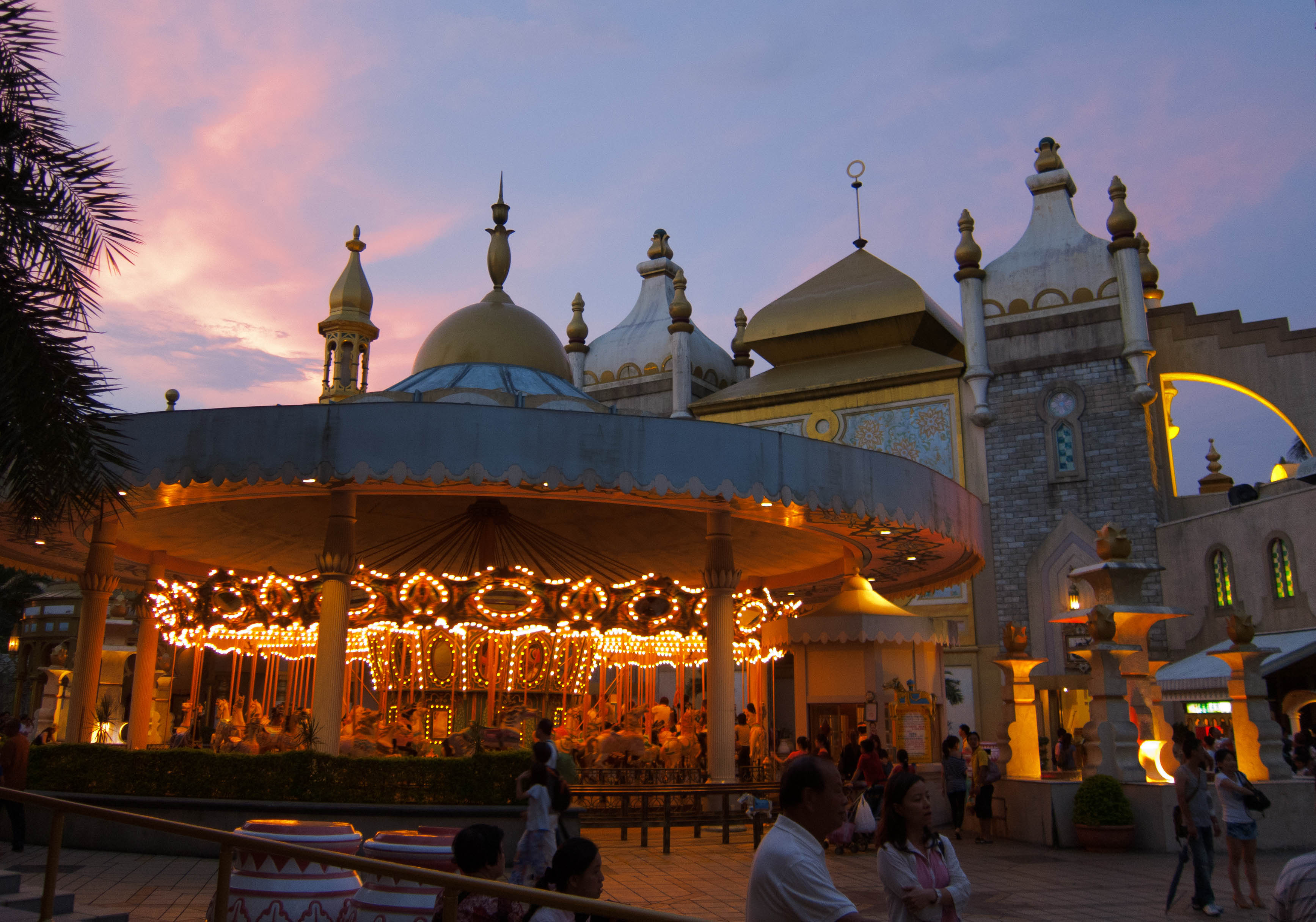
旋轉木馬 Ali-Baba and the 40 Thieves.
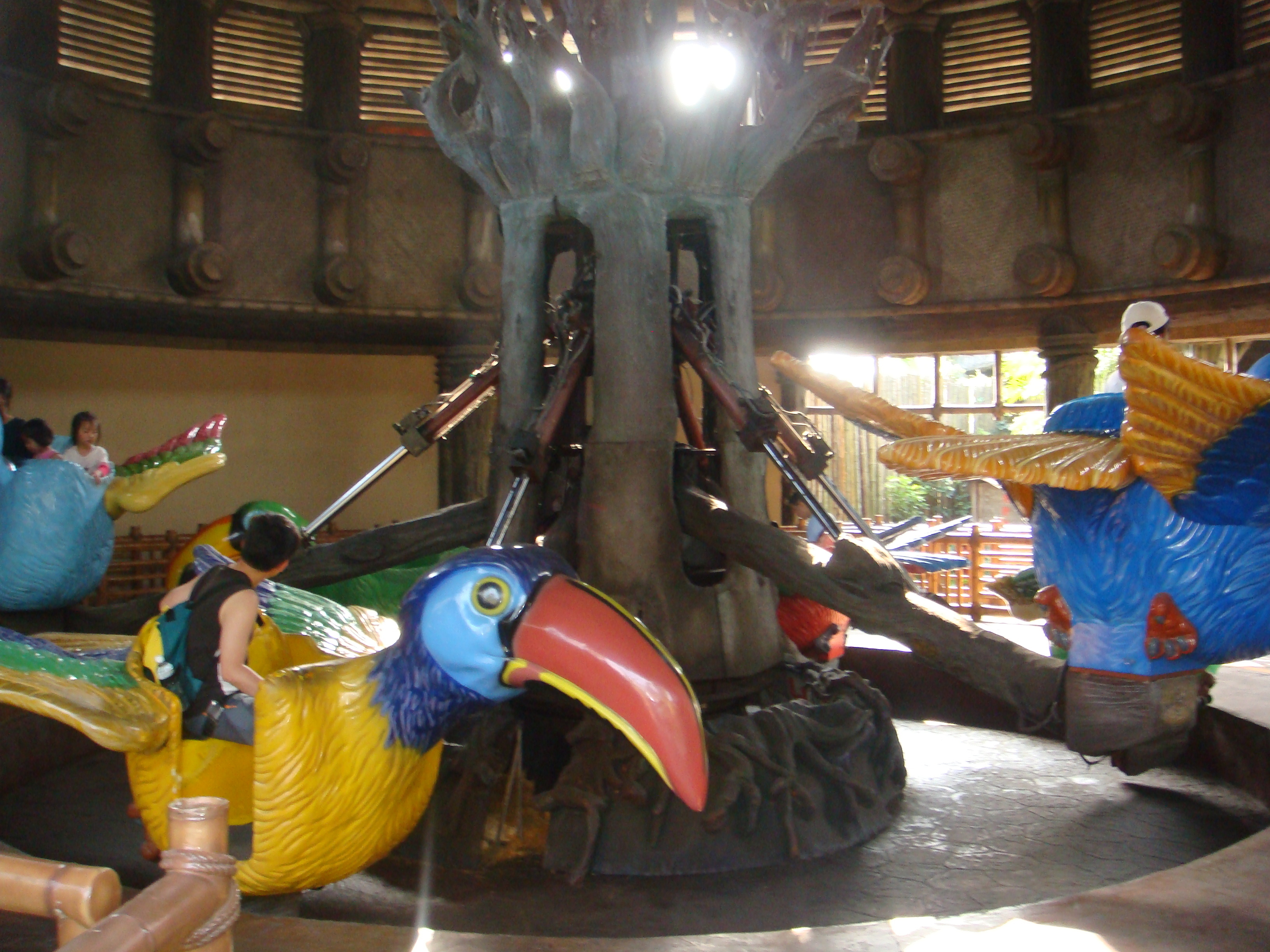
Bird Flight.
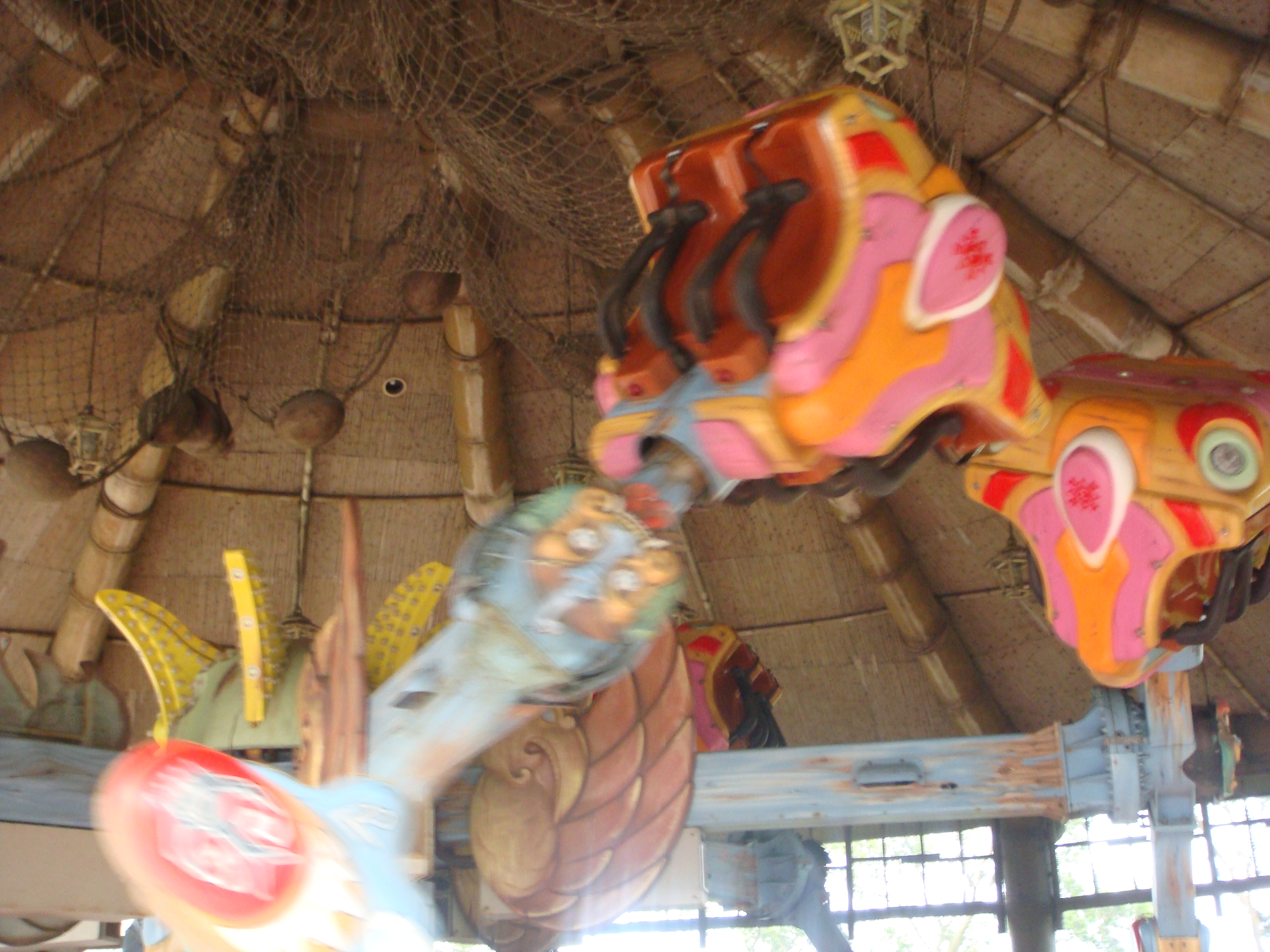
Deep Sea Adventure.

## 動物園

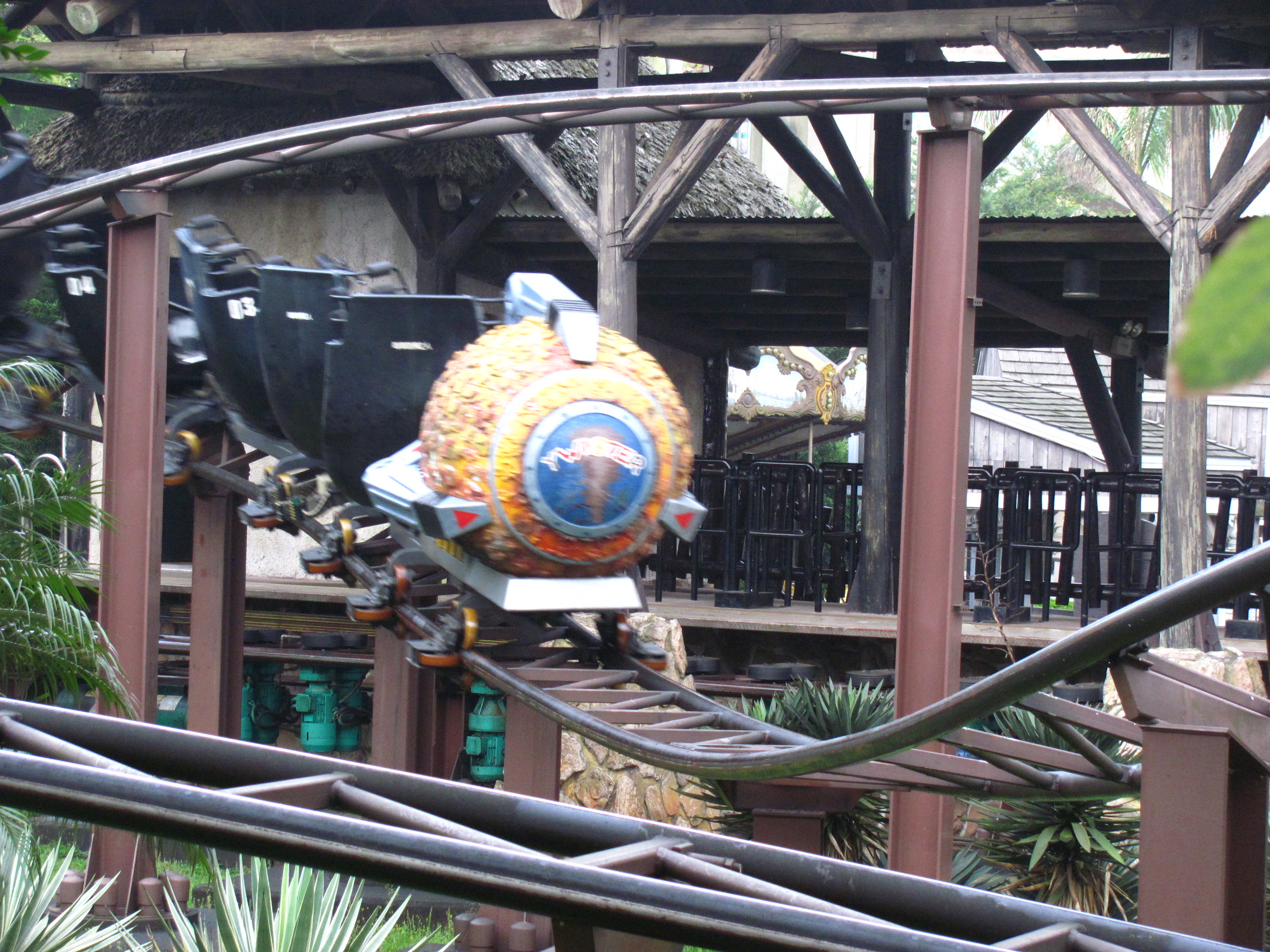
沙漠風暴（自轉雲霄飛車）
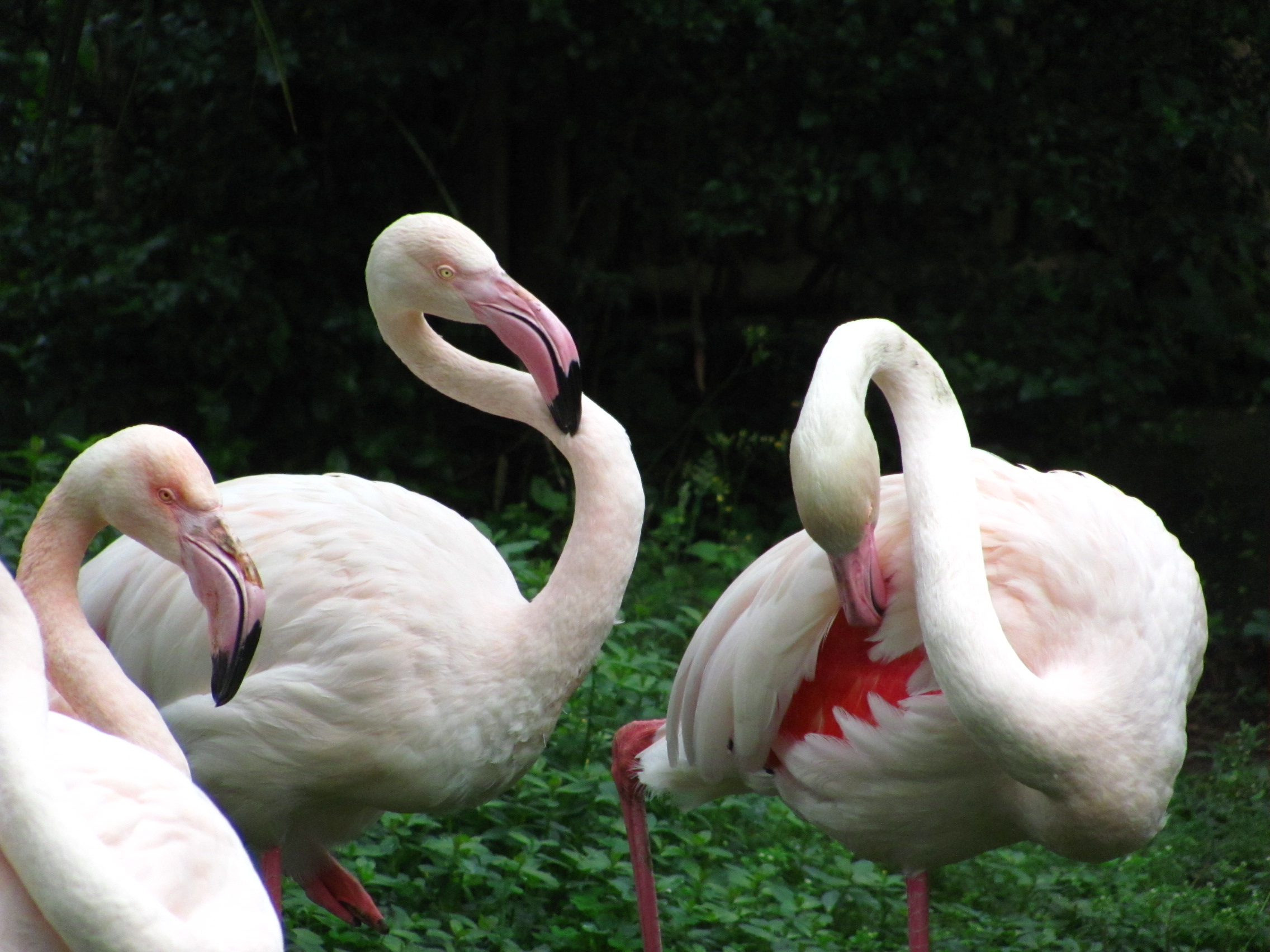
紅鶴鳥園
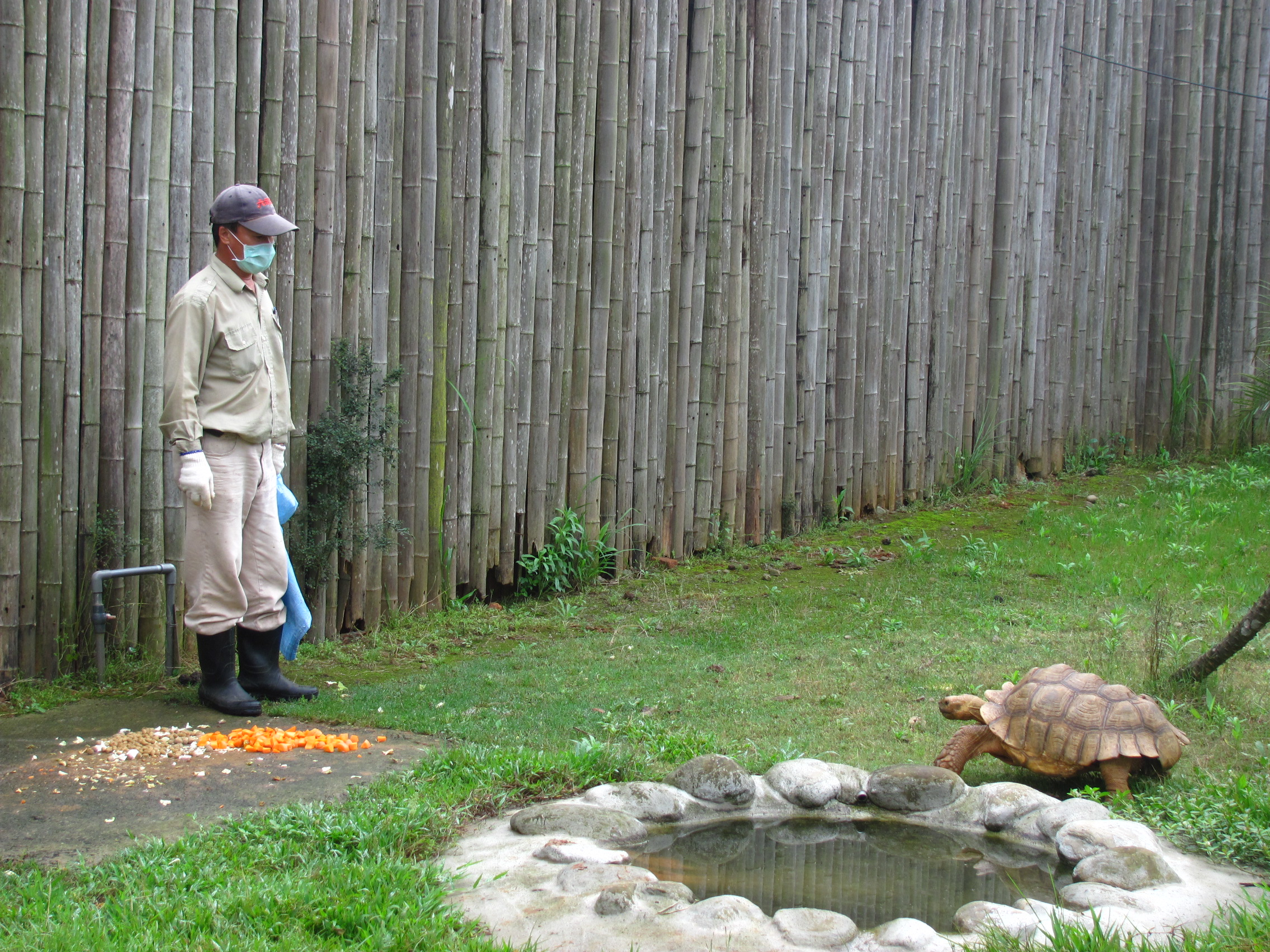
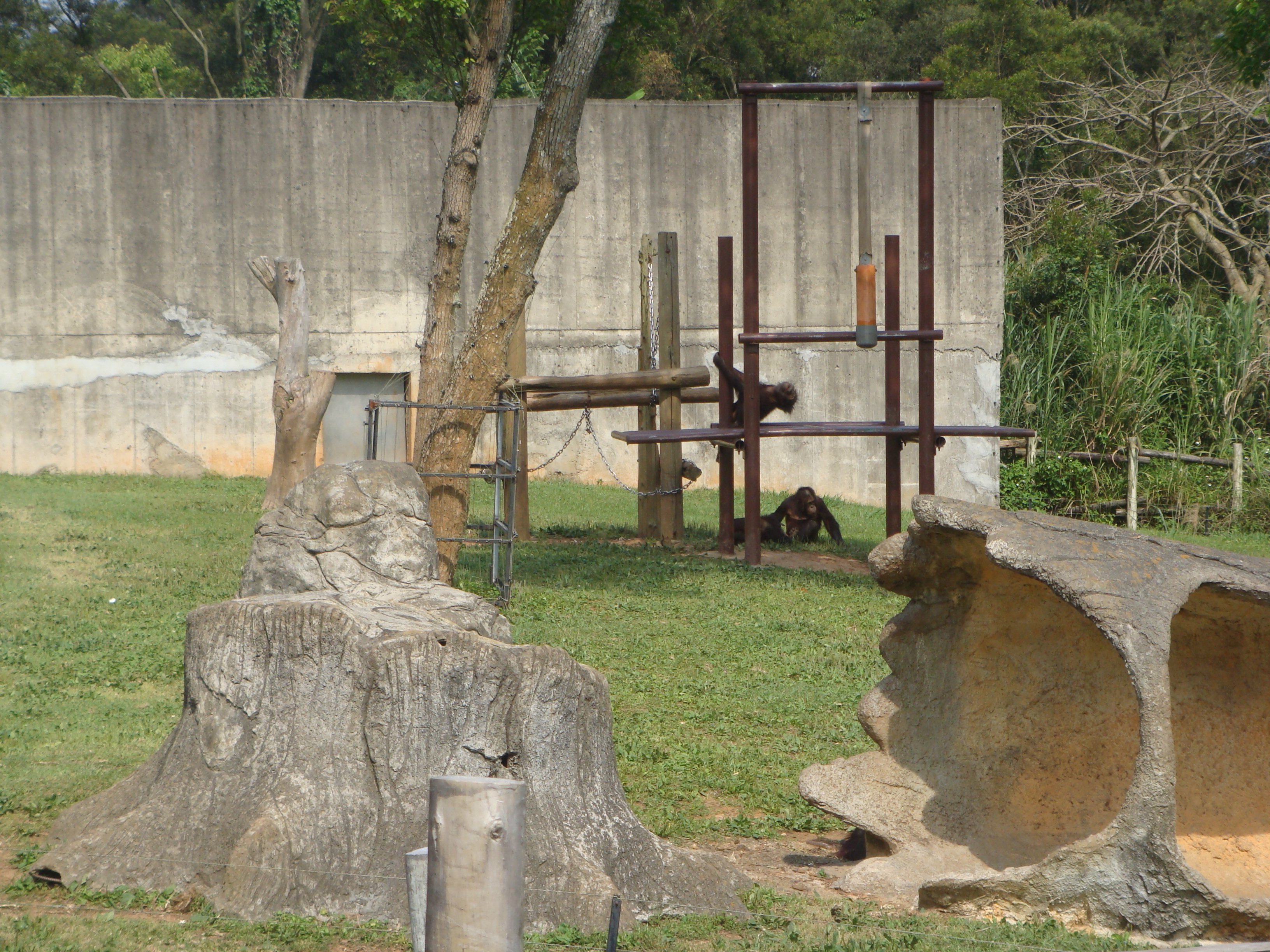
猴園

非洲部落
- 特色介紹：

從象牙門進入非洲部落，馬上會嗅到動物與原野混雜特有的大自然味道，「非洲部落」為全台第一且唯一開放式放養式的野生動物園，包括70種、近千頭動物，原名「野生動物王國」，在2005年時耗資新台幣3億元打造英式復古蒸氣火車「奈洛比」號，且重新規劃該園區，並正式更名為「非洲部落」。園區內主要分為草食區、猛獸區、猴園及親親園四大區塊。
- 草食區：
搭著蒸氣火車緩緩越過大草原，食草可愛動物就在身旁低頭吃草，讓遊客以不同的角度來親近草原動物。
- 猛獸區:
搭乘園區內專屬的猛獸區遊園巴士，進入非洲部落猛獸區觀看各種動物，該區有美洲黑熊、孟加拉虎、非洲獅、東非狒狒等動物。
- 猴園：
本區為東南亞最大之靈長類教育園區，有30多種，共100多隻名列華盛頓公約的珍貴猿猴，可以以步行方式觀賞，亦可騎乘「猴子行大運」空中腳踏車由空中俯看。猴園之成立主要因為六福村接收已結束營業的ㄅㄆㄇ猴園園內的猿猴。
- 親親園：
本區內可讓遊客直接餵食山羊，親近小動物，騎乘大馬、迷你馬、駱駝和草泥馬的好地方。

- 遊樂設施：

騎兵隊（旋轉木馬）、沙漠風暴（自轉雲霄飛車）、猛獸區巴士站（免費遊園巴士）、猴子行大運（空中腳踏車）、蒸氣火車、小小驛馬車、紅鶴鳥園、親親園。
- 沙漠風暴（自轉雲霄飛車）
- 紅鶴鳥園
- 猴園

## 事故

### 園内意外
1981年8月23日，三歲女童林宜穎被老虎拖行，最後傷重不治。林童家屬一家前往野生動物園，疑似車子爆胎，違反園方絕對不可開車門的禁令而下車察看，林小妹因而被老虎咬傷拖行致死。1999年2月，位於「阿拉伯皇宮」區內的「飛毯」遊樂設施，在下降時撞到一名未站在安全範圍內的工讀生，造成該工讀生傷勢過重而死亡。在事故發生之後，六福村檢討飛天魔毯的安全性，並在飛天魔毯四周加裝安全護欄。
2004年6月4日，一名油漆工人湯貴男被園內的獅子咬傷，送醫急救後因失血過多而死亡。事故發生是由於該名工人在工作結束後，沒有依照正確的離開路徑下班，而走捷徑穿過關有獅子的籠舍，因而遭到獅子攻擊。2005年7月5日，發生動物管理人員陳進財遭阿拉斯加棕熊咬死的意外，園方表示是由於管理人員沒有依照標準作業程序而造成意外發生。
2011年5月31日，有一位小學三年級的孩童乘坐急流泛舟時，未遵守乘坐規定站在船的外側，結果因為過度搖晃掉入水中不幸溺斃。2011年8月8日，大學生洪若慈坐六福村雲霄飛車「笑傲飛鷹」，突然心臟休克，送醫後陷入昏迷，至今仍是植物人。2013年4月6日，高中女生坐六福村雲霄飛車「笑傲飛鷹」，引發身體不適、抽搐，雖緊急施予CPR（心肺復甦術）與送醫，仍宣告不治。

### 狒狒之死
2023年3月9日，園内的一隻雌性狒狒脫逃，經平鎮區、龍潭區、楊梅區、新屋區，停至楊梅區民宅。期間偷食民宅水果果腹，在十八天后的圍獵行動中被擊傷死亡。但根據野生動物保育法，不得任意宰殺保育類野生動物，故此事件在當時引起台灣社會議論。農業局專門委員盧紀燁因抓捕過程中的失職請辭；并使桃園市農業局長陳冠義自請處分。案中狒狒的遺體送往臺北市動物園尸檢，后受桃園市農業局人員鞠躬致意，獻鮮花哀悼。

## 外部連結
- 六福村主題遊樂園 （页面存档备份，存于）（繁體中文）（英文）
- 關西六福莊生態度假旅館 （页面存档备份，存于）（繁體中文）（英文）
- 六福村主題遊樂園 - 新竹縣旅遊網[]
- 六福村主題遊樂園的Facebook專頁
- 六福村主題遊樂園的Instagram帳戶
- YouTube上的六福村主題遊樂園頻道